# Семашко, Николай Александрович
Никола́й Алекса́ндрович Сема́шко (14 [26] сентября 1874 — 18 мая 1949, Москва) — советский партийный и государственный деятель, врач, один из организаторов системы здравоохранения в СССР (часто называемой моделью или системой Семашко). Академик АМН СССР (1944) и АПН РСФСР (1945).

## Биография
Родился в семье педагога в селе Ливенское Елецкого уезда Орловской губернии (сейчас Задонского района Липецкой области). Его отец — Александр Северинович Семашко, мать — Мария Валентиновна (в девичестве — Плеханова, родная сестра Г. В. Плеханова, скончалась в июне 1920 года).
В 1891 году, окончил Елецкую мужскую гимназию (в которой учился вместе с М. М. Пришвиным) и поступил на медицинский факультет Московского университета. Преподавателями Семашко были И. М. Сеченов, гигиенист Ф. Ф. Эрисман, хирург Н. В. Склифосовский. В 1893 году стал членом марксистского кружка. В 1895 году за участие в революционном движении был арестован, отчислен из университета без права восстановления и сослан на родину, в село Ливенское, под гласный полицейский надзор.
В 1901 году окончил медицинский факультет Казанского университета, работал врачом в Орловской и Самарской губерниях. С 1904 года был активным членом Нижегородского комитета РСДРП; «во время революционных событий 1905 г. стал одним из организаторов забастовки на Сормовском заводе, за что был вновь арестован».

### В эмиграции
В 1906 году эмигрировал в Швейцарию, жил в Женеве, где встретился с В. И. Лениным. В августе 1907 года Семашко был делегатом от Женевской большевистской организации на Штутгартском конгрессе 2-го Интернационала. Арестовывался швейцарской полицией, после того, как арестованная по делу о Тифлисской экспроприации Сарра Равич отправила ему письмо из тюрьмы.
В 1908 году вместе с большевистским заграничным центром переехал в Париж, где до 1910 года работал секретарём Заграничного бюро ЦК РСДРП; участвовал в работе Партийной школы в Лонжюмо (1911). 27 мая 1911 года Семашко, состоявший членом и казначеем Заграничного бюро ЦК РСДРП, «разрушил» данный орган — он вышел из его состава, забрав с собой как кассу и кассовые книги, так и документы, связанные в частности нелегальной транспортировкой партийных изданий на территорию Российской империи.
Представлял Комитет заграничной организации на 6-й (Пражской) Всероссийской конференции РСДРП (1912), «выступил с докладом по вопросу о страховании рабочих; составленный им проект резолюции был отредактирован Лениным и принят конференцией». В 1913 г. Семашко участвовал в социал-демократическом движении в Сербии и Болгарии; в начале Первой мировой войны был интернирован.

### Революция
Вернувшись в сентябре 1917 в Москву, был избран от фракции большевиков председателем Пятницкой районной управы. Делегат VI съезда РСДРП(б). Участвовал в подготовке Октябрьского вооруженного восстания в Москве, организовал медицинскую помощь его участникам. Также в декабре того же года он встретился с В. И. Лениным, получив по итогам встречи назначение на пост руководителя советской медицины.

### Руководитель советской медицины
Практически забытый в современной России первый советский нарком здравоохранения Николай Семашко создал образцовую систему, которую заимствовали многие страны мира.
После Октябрьской социалистической революции Семашко — заведующий медико-санитарным отделом Моссовета. Под руководством Семашко «проводилась работа по борьбе с эпидемиями, заложены основы советского здравоохранения, созданы системы охраны материнства и младенчества, охраны здоровья детей и подростков, сеть научно-исследовательских медицинских институтов». Николай Александрович Семашко был членом русского евгенического общества.
В 1921—1949 годах Семашко — профессор, заведующий кафедрой социальной гигиены медицинского факультета Московского университета (с 1930 года — 1-й Московский медицинский институт).
С 11 июля 1918 года по 25 января 1930 года — народный комиссар здравоохранения РСФСР. В 1927 г. на Всесоюзном совещании по общественному питанию наркомом здравоохранения РСФСР Н. А. Семашко был поднят вопрос об организации центрального института питания, который должен был возглавить и объединить всю научную работу в области питания. Такой институт был создан 26 июля 1930 г. и назван Государственным центральным институтом общественного питания Наркомздрава РСФСР (в настоящее время Научно-исследовательский институт питания РАМН). Он был призван осуществлять методическое руководство исследовательской работой в области питания во всей стране. Участвовал во вскрытии тела Ленина
В 1930—1936 годах Семашко работал во ВЦИК, занимая должности члена Президиума, председателя Деткомиссии (борьба с беспризорностью, руководство лечебно-профилактической работой в детских оздоровительных учреждениях). В 1922—1932 гг. — один из инициаторов создания и почётный член Российского общества по изучению Крыма, содействовал организации научной базы Общества и дома отдыха для учёных, литераторов и художников в Гурзуфе (1923—1926). В 1932 году стал действительным членом Московского общества испытателей природы. В 1936 году, за большой вклад в развитие производства протезных полуфабрикатов, первому в России протезному заводу присваивается его имя (Первый российский протезный завод Металлист).
Член правления Московского дома учёных (1924).

### Научная работа
В 1941 году кафедра организации здравоохранения 1-го Московского Ордена Ленина медицинского института, которую возглавлял Николай Александрович, была эвакуирована в Уфу. В марте 1942 года он вернулся из эвакуации и начал собирать материалы по деятельности медицинских вузов в годы войны. После окончания Великой Отечественной войны Семашко много писал о её санитарных последствиях, принимал активное участие в восстановлении здравоохранения на освобождённых территориях.
В 1945—1949 Н. А. Семашко являлся директором института школьной гигиены АПН РСФСР (c 1993 институт возрастной физиологии РАО) и одновременно (1947—1949) — института организации здравоохранения и истории медицины АМН СССР (с 1965 ВНИИ социальной гигиены и организации здравоохранения им. Семашко). Инициатор создания Центральной медицинской библиотеки (1918), Дома учёных (1922) в Москве. В 1927—1936 главный редактор Большой медицинской энциклопедии. Первый председатель Высшего совета по делам физической культуры и спорта (1923—1926), председатель Всесоюзного гигиенического общества (1940—1949). Делегат 10, 12—16-го съездов ВКП(б). Был участником критики профессоров Н. Г. Клюевой и Г. И. Роскина в рамках т. н. «Суда чести» в июне 1947 г.
Умер 18 мая 1949 года в Москве в возрасте 74 лет. Похоронен на Новодевичьем кладбище.

## Семья
Первым браком был женат на Надежде Михайловне Сокольской (1874 года рождения). От первого брака имел трёх детей.
Его старший сын — Сергей Николаевич Семашко (1903—1982) был женат на Елене Константиновне Семашко (Акашевой), дочери К. В. Акашева, имел двух сыновей, Александра и Сергея.
Его дочь от первого брака — Елена Николаевна Семашко (1908—1983) (замужем за Гавриилом Гавриловичем Фаробиным), в 1960-е и 1970-е годы ответственный сотрудник Минздрава СССР.
- Внучка Н. А. Семашко — Елена Гавриловна Фаробина (по матери Семашко) (род. 26 мая 1949) — врач-педиатр, главврач клиники детских болезней Первого МГМУ.

Вторым браком был женат на оперной певице М. С. Гольдиной.

## Адреса в Москве
- В начале 1930-х годов проживал по адресу Новинский бульвар, д. 25, корп. 1 (Дом Наркомфина), кв. 14.
- В 1930—1949 годах — Большой Кисловский переулок, д. 5 («дом старых большевиков»).

## Награды
- орден Ленина (19.09.1944)
- орден Трудового Красного Знамени[3]
- медали

## Память
В честь Н. А. Семашко названы
- в Москве и Московской области:

- Национальный НИИ общественного здоровья РАМН (ранее — ВНИИ социальной гигиены и организации здравоохранения им. Н. А. Семашко)
- Центральная дорожная клиническая больница имени Н. А. Семашко
- Московский детский центр диагностики и лечения
- Поликлиника № 2 им. Семашко (ул. Житная, д. 10)
- ОАО «Мосхимфармпрепараты» им. Н. А. Семашко
- Московский государственный медико-стоматологический университет (1974—1999)
- Кафедра общественного здоровья и здравоохранения им. Н. А. Семашко — Первого московского государственного медицинского университета им. И. М. Сеченова Минздрава России (бывшая ММА им. И. М. Сеченова)
- Серпуховская городская больница
- Негосударственное учреждение здравоохранения Дорожная клиническая больница им. Н. А. Семашко на станции Люблино ОАО «РЖД»

- С.-Петербургское ГБУЗ «Городская больница № 38» (г. Пушкин, ул. Госпитальная, д. 7/2, лит. А)
- ФГБУЗ «Северный медицинский клинический центр имени Н. А. Семашко» в Архангельске
- городская клиническая больница № 1 в Баку
- Елецкая городская больница № 1
- областная клиническая инфекционная больница в Курске[20]
- областная клиническая больница в Нижнем Новгороде
- Орловская больница скорой медицинской помощи
- городская больница № 1 в городе Орша
- городская больница № 1 в Ростове-на-Дону
- городская больница в Рязани
- городская клиническая больница № 2 в Самаре
- республиканская клиническая больница в Симферополе
- республиканская клиническая больница в Улан-Удэ
- городская больница в Ярославле
- родильный дом в Томске
- грязелечебница в Ессентуках
- санатории в Кисловодске, Симеизе и Сочи
- проспекты в Донецке и Ростове-на-Дону
- улицы в Арзамасе, Белгороде, Белой Церкви, Брянске, Владимире, Ельце, Ессентуках, Железноводске, Жердевке, Жуковском, Киеве, Кирове, Липецке, Мариуполе, Минске[21], Мценске, Мытищах, Нальчике, Петропавловске, Нижнем Новгороде, Озёрске[22], Саранске, Сарове, Ставрополе, Старобельске, Стародубе, Хабаровске, Чебоксарах и других городах.

Имя носила пробочная фабрика в Ленинграде.
В 1999 году в честь Н. А. Семашко назван астероид 4811 Semashko, открытый в 1973 году Л. В. Журавлёвой.
В 2015 году после принятия Закона Украины «Об осуждении коммунистического и национал-социалистического (нацистского) тоталитарных режимов в Украине и запрет пропаганды их символики» фамилия Семашко институтом нацпамяти была включена в список лиц, чья деятельность подпадает под действие законов о декоммунизации.
- На почтовой марке СССР
- Памятник в Пензе (1989)
- Памятник Семашко Н. А. в Москве
- Бюст Н. А. Семашко на «Аллее выдающихся ученых» в Днепропетровске
- Памятная доска на улице Семашко в Нижнем Новгороде
- Метрическое свидетельство Н А Семашко, дата рождение 14 сентября 1874 года, страница 1
- Метрическое свидетельство Н А Семашко, дата рождение 14 сентября 1874 года, страница 2
- Почтовая марка 2024 год в честь 150-летия

## Труды
- Семашко Н. А. Пролетарская болезнь (туберкулёз) / Н.Семашко; Санпросвет Донобздравотд. — Ростов н/Д : Дон. обл. отд. Гос. изд., 1920. — 16 с.
- Семашко Н. А. Что такое курорты и как на них лечиться / Н. А. Семашко; Гл. курорт. упр. — М. ; Л : Гос. изд., 1924. — 32 с.
- Семашко Н. А. На борьбу с пьянством / Н. А. Семашко. — М. ; Л : Гос. изд., 1926. — 24 с.
- Семашко Н. А. Против алиментной эпидемии или на алименты надейся, сама не плошай / Н. Семашко. — Москва : Охрана материнства и младенчества, 1927 (6-я типо-лит. Транспечати НКПС). — 20 с.
- Семашко Н. А. Введение в социальную гигиену. — М.: изд-во «Работник просвещения», 1927 (тип. Госиздата «Красный пролетарий»). — 52 с.
- Семашко Н. А. Десятилетие Октябрьской революции и охрана здоровья крестьян / Н. А. Семашко. — Москва : изд-во Наркомздрава Р. С. Ф. С. Р., 1927 (книж. фаб. Центриздата народов С. С. С. Р.). — 40 с.
- Семашко Н. А. Берегись гриппа / Н. Семашко. — М.; Л.: Гос. изд-во, 1927 (Москва : 1-я Образцовая тип.). — 24 с.
- Семашко Н. А. На путях к здоровой деревне, 1929.
- Семашко Н. А. Что нужно трудящимся: религия или наука? / Н. Семашко; Центр. совет Союза воинствующих безбожников СССР. — М.: Изд-во «Безбожник», 1930 (тип. «Гудок»). — 16 с.
- Семашко Н. А. Наука и религия о здоровье / Н. Семашко. — М.: Госиздат РСФСР Московский рабочий, 1930 (тип.-лит. им. т. Воровского). — 56 с.
- Семашко Н. А. Советы, крепите оборону страны / Н. Семашко. — М.: Парт. изд-во, 1932 (тип. изд-ва «Крест. газ.»). — Обл., 16 с.
- Семашко Н. А. Культурное строительство в СССР / Н. Семашко; Заоч. курсы сов. строительства при Отд. кадров Президиума ВЦИК. — М.: Власть советов, 1934 (типо-лит. им. Воровского). — Обл., 32 с.
- Семашко Н. А. Право на отдых / Н. А. Семашко. — М.: Соцэкгиз, 1936 («Образцовая» тип.). — 32 с.
- Семашко Н. А. Право на социальное обеспечение / Н. А. Семашко. — М. : Юрид. изд-во, 1937 (18 тип. треста «Полиграфкнига»). — 38 с.
- Семашко Н. А. Очерки по теории организации советского здравоохранения: принципиальные основы советского здравоохранения. — М.: АМН РСФСР, 1947.
- Семашко Н. А. Личная гигиена. — [Свердловск] : Свердл. обл. гос. изд-во, 1950 (5-я тип. Главполиграфиздата). — 20 с.
- Семашко Н. А. Избранные произведения. — М.: Медгиз, 1954. — 339 с.
- Семашко Н. А. Прожитое и пережитое. — Москва : Госполитиздат, 1960. — 120 с.